# L'Autre Enfer
Pour plus de détails, voir Fiche technique et Distribution.
L'Autre Enfer (L'altro inferno) est un film de nonnesploitation italien coécrit et réalisé par Bruno Mattei, sorti en 1981.

## Synopsis
La paix d'un couvent est troublé par une série de phénomènes étranges, inexplicables voire meurtriers. Selon l'une des nonnes, Satan en personne a pris possession du lieu. La mère supérieure, sœur Vincenza, fait appel à un exorciste, afin d'enquêter sur ces mystères mais sans aucun succès. L'arrivée d'un nouveau et jeune prêtre, père Valerio, spécialiste en parapsychologie, dévoile les inavouables secrets qui hantent le couvent et ses occupants. Il découvre que sœur Vincenza cache une fille illégitime, horriblement défigurée par le feu, et que celle-ci est dotée de pouvoirs surnaturels utilisés par sa mère à des fins meurtrières.

## Fiche technique
- Titre original : L'altro inferno
- Titre français : L'Autre Enfer
- Réalisation : Bruno Mattei
- Scénario : Bruno Mattei et Claudio Fragasso
- Montage : Liliana Serra
- Musique : Goblin
- Photographie : Giuseppe Bernardini
- Production : Arcangelo Picchi
- Société de production : Cinemec Produzione
- Pays d'origine :  Italie
- Langue originale : italien
- Format : couleur
- Genre : nonnesploitation, horreur
- Durée : 88 minutes
- Date de sortie : 
  -  Italie : 22 janvier 1981
  -  France : 2 octobre 1981

## Distribution
- Franca Stoppi : mère Vincenza
- Carlo De Mejo : père Valerio
- Francesca Carmeno : Elisa
- Andrew Ray : père Inardo
- Susan Forget : sœur Rosaria
- Franco Garofalo : Boris
- Paola Montenero : sœur Assunta
- Sandy Samuel : la nonne catatonique
- Tom Felleghy : l'archevêque
- Alba Maiolini : sœur Fiorenza